# Universidad Julio Verne en Picardía
La Universidad Julio Verne  en Picardía (en francés Université de Picardie Jules Verne) o Université d'Amiens es una universidad pública francesa localizada en Amiens (Francia) y con sedes distribuidas en diversas ciudades de la región Picardía.

## Historia
De 1804 a 1942: "l'École de santé" y una efímera Facultad de Letras.
La "École de santé" fue organizada en marzo de 1804 por iniciativa de la Sociedad Médica de Amiens y de la Comisión Administrativa de hospicios de Amiens. La inauguración tuvo lugar el 22 germinal año XII (12 de abril de 1804), y las clases comienzan el 15 de Vendémiaire año XIII (8 de octubre de 1804).
La "École de santé" se instala en el Hôtel-Dieu, el laboratorio de la historia natural y plantas del jardín botánico que sirve para los cursos de botánica. La escuela entonces forman esencialmente a agentes de salud.
En 1808, el decreto de organización de la Universidad Imperial hizo de Amiens la sede  de una Academia. Por lo tanto, debe acomodar teóricamente una facultad de letras y facultad de ciencias. De hecho, solo la Facultad de letras nació el 1 de mayo de 1810. Sin embargo, se suprimió junto con una docena de otras más por una decisión del Consejo Real de Instrucción Pública, confirmada por un orden de Luis XVIII el 18 de enero de 1816.
La universidad actual fue fundada el 17 de diciembre de 1970, tras la unificación de diversas instituciones educativas superiores de la región en la Universidad de Amiens y su posterior cambio de nombre a Universidad de Picardía; en 1991 el nombre del escritor Julio Verne fue adicionado al de la institución, como un reconocimiento al escritor, quien vivió durante más de 25 años en Amiens.
La universidad actualmente es presidida desde septiembre de 2016 por Mohammed Benlahsen, cuenta con más de 23.000 estudiantes y se organiza en 12 facultades y 6 institutos.

## Famoso profesor
- Alain Bui, presidente de la Universidad de Versailles Saint Quentin en Yvelines